# Bezirk Kolin
Der Bezirk Kolin (tschechisch Okresní hejtmanství Kolín) war ein Politischer Bezirk im Königreich Böhmen. Der Bezirk umfasste Gebiete in Mittelböhmen im heutigen Středočeský kraj (Okres Kolín). Sitz der Bezirkshauptmannschaft war die Stadt Kolin (Kolín). Das Gebiet gehörte seit 1918 zur neu gegründeten Tschechoslowakei und ist seit 1993 Teil Tschechiens.

## Geschichte
Die modernen, politischen Bezirke der Habsburgermonarchie wurden 1868 im Zuge der Trennung der politischen von der judikativen Verwaltung geschaffen.
Der Bezirk Kolin wurde 1868 aus den Gerichtsbezirken Kouřim (tschechisch soudní okres Kouřim) und Kolin (Kolín) gebildet.
Im Bezirk Kolin lebten 1869 57.346 Personen, wobei der Bezirk ein Gebiet von 8,6 Quadratmeilen und 72 Gemeinden umfasste.
1900 beherbergte der Bezirk 70.556 Menschen, die auf einer Fläche von 489,31 km² bzw. in 89 Gemeinden lebten.
Der Bezirk Kolin umfasste 1910 eine Fläche von 489,29 km² und beherbergte eine Bevölkerung von 73.311 Personen. Von den Einwohnern hatten 1910 73.119 Tschechisch und 45 Deutsch als Umgangssprache angegeben. Weiters lebten im Bezirk 147 Anderssprachige oder Staatsfremde. Zum Bezirk gehörten zwei Gerichtsbezirke mit insgesamt 91 Gemeinden bzw. 97 Katastralgemeinden.